# Falling Down (sång)
Falling Down är det amerikanska bandet Selena Gomez & the Scene's debutsingel. Låten började spelas på Radio Disney den 21 augusti 2009, och släpptes senare till digital nedladdning den 25 augusti. 

## Bakgrund
Låten är skriven av Ted Bruner, Trey Vittetoe och Gina Schock från bandet the Go-Go's, som även har bidragit till andra låtar på Selena's debutalbum. Under en intervju så förklarade Selena att låten är ett förlöjligande av Hollywood-livet och berömmelsen, därav innebörden bakom textraden "Smile for the camera, 'cause they're all about to trash ya'." Gomez vidareutvecklade konceptet av låten i en intervju med Just Jared Jr, där hon sa:
| ” | Det handlar om Hollywood och vad folk tycker om det, och i huvudsak hur plastigt det är ibland. Det är kul, och jag tror att tjejer kan relatera till låten på något vis. För mig var det på grund av Hollywood, men det kan även avse till en elak tjej, en ex-pojkvän, eller till vem som helst helt enkelt. | „ |

## Listplaceringar
Låten debuterade på den amerikanska singellistan Billboard Hot 100 den 12 september 2009 som #93 och lyckades klättra upp till #82 som bäst. Samma vecka så åstadkom låten samma resultat i den kanadensiska singellistan och debuterade som #95 på Canadian Hot 100 och fick senare en topplacering som #69.
| Lista (2009)              | Topplacering |
| ------------------------- | ------------ |
| Australien (ARIA Charts)  | 11           |
| Japan (Japan Hot 100)     | 15           |
| Kanada (Canadian Hot 100) | 69           |
| USA (Billboard Hot 100)   | 82           |

## Utgivningshistorik
| Region     | Datum             | Format           |
| ---------- | ----------------- | ---------------- |
| Kanada     | 25 augusti 2009   | Digital download |
| USA        | 25 augusti 2009   | Digital download |
| Australien | 25 september 2009 | Digital download |